# Winfried Baumgart
Winfried Baumgart (né le 29 septembre 1938 à Streckenbach, province de Basse-Silésie) est un historien allemand.

## Biographie
Baumgart est le fils d'un fonctionnaire des chemins de fer de Silésie. À la fin de la guerre, l'enfant de six ans s'enfuit vers l'ouest avec ses deux frères. Il trouve sa nouvelle maison dans le land d'Oldenbourg, dans l'actuelle Basse-Saxe.
De 1958 à 1963, Baumgart étudie l'histoire et l'anglais à Sarrebruck et pendant les semestres à l'étranger à Édimbourg et Genève. En 1965, il obtient son doctorat en philosophie à la faculté de philosophie sous la direction de Konrad Repgen avec la thèse L'Ostpolitik allemande à l'été 1918. Entre Brest-Litovsk et Compiègne. Il suit également des études d'interprète (anglais, français et russe) et obtient un diplôme.
De 1966 à 1970, Baumgart est assistant à l'Université de la Sarre et à l'Université rhénane Frédéric-Guillaume de Bonn. En 1971, il est habilité à la faculté de philosophie avec l'ouvrage La Paix de Paris 1856. Études sur les relations entre la guerre, la politique et le maintien de la paix. En 1971, il y devient professeur auxiliaire d'histoire moderne et contemporaine.
À partir de 1973, Baumgart succède à Eberhard Kessel (de) en tant que professeur titulaire d'histoire médiévale et moderne à l'Université Johannes-Gutenberg de Mayence. Il est également professeur invité Konrad Adenauer à l'Université de Georgetown (1977/78) et professeur invité à l'Université de Paris III (1988/89), à l'Université de Glasgow (1990/91) et à l'Université de Riga (1993). Il est à la retraite depuis 2003. Ses étudiants universitaires incluent Frank Buchwald (de), Wolfgang Elz (de), Ralph Erbar (de), Gerhard P. Groß, Johannes Hürter et Sönke Neitzel, entre autres.
Baumgart publie de nombreux écrits en tant qu'auteur et éditeur, y compris Akten zur Geschichte des Krimkriegs (plusieurs volumes, 1979 ff. ), Deutschland im Zeitalter des Imperialismus (5e. édition, 1986) et la Bücherverzeichnis zur deutschen Geschichte (17e édition, 2010). Il est également éditeur des Quellenkunde zur deutschen Geschichte der Neuzeit (plusieurs volumes, 1982 ff.) et de Freiherr vom Stein-Gedächtnisausgab (1996 ff. ).
Baumgart est marié et père de deux enfants.

## Travaux (sélection)
Monographies
- Deutsche Ostpolitik 1918. Von Brest-Litowsk bis zum Ende des Ersten Weltkrieges. Oldenbourg, Wien u. a. 1966.
- Bibliographie zum Studium der neueren Geschichte. Mit einem Geleitwort von Konrad Repgen. Röhrscheid [in Kommission], Bonn 1969.
- Deutschland im Zeitalter des Imperialismus (1890–1914). Grundkräfte, Thesen und Strukturen (= Deutsche Geschichte. Band 4). Ullstein, Frankfurt am Main u. a. 1972,  (ISBN 3-548-03844-1). (5. Auflage, Kohlhammer, Stuttgart u. a. 1986,  (ISBN 3-17-009178-6).
- Der Friede von Paris 1856. Studien zum Verhältnis von Kriegführung, Politik und Friedensbewahrung. Oldenbourg, München u. a. 1972,  (ISBN 3-486-43571-X).
- Bücherverzeichnis zur deutschen Geschichte. Hilfsmittel, Handbücher, Quellen (= Deutsche Geschichte. Band 14). Ullstein, Frankfurt am Main u. a. 1971,  (ISBN 3-548-03856-5) (17. Auflage, Steiner, Stuttgart 2010,  (ISBN 978-3-515-09792-5).
- Vom europäischen Konzert zum Völkerbund. Friedensschlüsse und Friedenssicherung von Wien bis Versailles (= Erträge der Forschung. Band 25). Wissenschaftliche Buchgesellschaft, Darmstadt 1974,  (ISBN 3-534-06399-6) (2. Auflage, 1987).
- Europäisches Konzert und nationale Bewegung. Internationale Beziehungen 1830–1878 (= Handbuch der Geschichte der internationalen Beziehungen. Band 6). Schöningh, Paderborn u. a. 1999,  (ISBN 3-506-73726-0).
- Wörterbuch historischer und politischer Begriffe des 19. und 20. Jahrhunderts. Oldenbourg, München 2010,  (ISBN 978-3-486-58907-8).

Rédactions
- Von Brest-Litovsk zur deutschen Novemberrevolution. Aus den Tagebüchern, Briefen und Aufzeichnungen von Alfons Paquet, Wilhelm Groener und Albert Hopman März–Nov. 1918 (= Deutsche Geschichtsquellen des 19. und 20. Jahrhunderts. Band 47). Mit einem Vorwort von Hans Herzfeld. Vandenhoeck & Ruprecht, Göttingen 1971,  (ISBN 3-525-35816-4).
- Akten zur Geschichte des Krimkriegs. Oldenbourg, München 1979 ff.
- (mit Wolfgang Elz (de):) Konrad Fuchs. Ausgewählte Aufsätze zur Sozial- und Wirtschaftsgeschichte. Zum 65. Geburtstag. Lang, Frankfurt am Main u. a. 1993,  (ISBN 3-631-44818-X).
- Quellenkunde zur deutschen Geschichte der Neuzeit von 1500 bis zur Gegenwart. 3. Auflage. Ferdinand Schöningh, Paderborn 2018,  (ISBN 978-3-506-78914-3).
- Kaiser Friedrich III. Tagebücher 1866–1888. Schöningh, Paderborn u. a. 2012,  (ISBN 978-3-506-77384-5).
- König Friedrich Wilhelm IV. und Wilhelm I. Briefwechsel 1840–1858. Schöningh, Paderborn u. a. 2013,  (ISBN 978-3-506-77597-9).
- General Albrecht von Stosch. Politische Korrespondenz 1871–1896 (= Deutsche Geschichtsquellen des 19. und 20. Jahrhunderts. Band 70). Oldenbourg, München 2014,  (ISBN 978-3-11-034612-1).
- Herbert Graf von Bismarck. Erinnerungen und Aufzeichnungen 1871–1895. Schöningh, Paderborn 2015,  (ISBN 978-3-506-78263-2).
- Botschafter Rudolf Nadolny. Rußlandkenner oder Rußlandversteher? Aufzeichnungen, Briefwechsel, Reden 1917–1953. Schöningh, Paderborn 2017,  (ISBN 978-3-506-78663-0).
- Ein preußischer Gesandter in München. Georg Freiherr von Werthern. Tagebuch und politische Korrespondenz mit Bismarck 1867–1888. Duncker & Humblot, Berlin 2018,  (ISBN 978-3-428-15444-9).
- Friedrich Freiherr Kreß von Kressenstein. Bayerischer General und Orientkenner. Lebenserinnerungen, Tagebücher und Berichte 1914–1946. Schöningh, Paderborn 2020,  (ISBN 978-3-506-70344-6).
- Kurt Freiherr von Lersner: Hinter den Kulissen von Oberster Heeresleitung und Reichsleitung 1914–1920. Erinnerungen, Paderborn (Verlag Ferdinand Schöningh) 2021.  (ISBN 9783657791163).  (ISBN 978-3-506-79116-0).  (ISBN 3-506-79116-8)